# Grey's Anatomy (19.ª temporada)
A décima nona temporada do drama médico de televisão americano Grey's Anatomy foi encomendada em 10 de janeiro de 2022 pela American Broadcasting Company (ABC), estreou em 6 de outubro de 2022 e foi finalizada em 18 de maio de 2023, contando com 20 episódios. A temporada foi produzida pela ABC Signature, em associação com a Shondaland Production Company, a Entertainment One Television e Trip the Light Productions, com Shonda Rhimes, Betsy Beers, Debbie Allen, Meg Marinis, Mark Gordon e Ellen Pompeo como produtores executivos, Zoanne Clack como consultora médica e produtora executiva, e Krista Vernoff servindo como showrunner e produtora executiva. A temporada foi ao ar na temporada de transmissão de 2022-23 às noites de quinta-feira às 21h, horário do leste dos EUA.
Esta temporada é a primeira a ter Ellen Pompeo, que interpreta a personagem-título, com um papel reduzido na série. É também a primeira a não contar com Richard Flood como Dr. Cormac Hayes no elenco principal desde sua promoção na décima sétima temporada. Essa é a primeira temporada a apresentar Alexis Floyd, Niko Terho, Midori Francis, Adelaide Kane e Harry Shum Jr., no elenco principal, bem como é a última com Kelly McCreary como Dra. Maggie Pierce.
A décima nona temporada estrela Ellen Pompeo como Dra. Meredith Grey, Chandra Wilson como Dra. Miranda Bailey, James Pickens Jr. como Dr. Richard Webber, Kevin McKidd como Dr. Owen Hunt, Caterina Scorsone como Dra. Amelia Shepherd, Camilla Luddington como Dra. Jo Wilson, Kelly McCreary como Dra. Maggie Pierce, Kim Raver como Dra. Teddy Altman, Jake Borelli como Dr. Levi Schmitt, Chris Carmack como Dr. Atticus "Link" Lincoln, Anthony Hill como Dr. Winston Ndugu, Alexis Floyd como Dra. Simone Griffith, Harry Shum Jr. como Dr. Benson "Blue" Kwan, Adelaide Kane como Dra. Jules Millin, Midori Francis como Dra. Mika Yashuda, Niko Terho como Dr. Lucas Adams e Scott Speedman como Dr. Nick Marsh.
A temporada terminou com uma média de 5.21 milhões de espectadores e ficou classificada em 42.º lugar na audiência total e classificada em 16.º no grupo demográfico de 18 a 49 anos.

## Elenco e personagens
| - Ellen Pompeo como Dra. Meredith Grey - Chandra Wilson como Dra. Miranda Bailey - James Pickens Jr. como Dr. Richard Webber - Kevin McKidd como Dr. Owen Hunt - Caterina Scorsone como Dra. Amelia Shepherd - Camilla Luddington como Dra. Jo Wilson - Kelly McCreary como Dra. Maggie Pierce - Kim Raver como Dra. Teddy Altman - Jake Borelli como Dr. Levi Schmitt - Chris Carmack como Dr. Atticus "Link" Lincoln - Anthony Hill como Dr. Winston Ndugu - Alexis Floyd como Dra. Simone Griffith - Harry Shum Jr. como Dr. Benson "Blue" Kwan - Adelaide Kane como Dra. Jules Millin - Midori Francis como Dra. Mika Yashuda - Niko Terho como Dr. Lucas Adams - Scott Speedman como Dr. Nick Marsh | - Jaicy Elliot como Dra. Taryn Helm - Aniela Gumbs como Zola Grey Shepherd - E.R. Fightmaster como Dr. Kai Bartley - Jason George como Ben Warren - Debbie Allen como Dra. Catherine Fox - Stefania Spampinato como Dra. Carina DeLuca - William Martinez como Trey - Calvin Seabrooks como Carlos Garcia - Juliet Mills como Maxine - Samuel Page como Sam Sutton | - Kate Walsh como Dra. Addison Montgomery |

### Participações
- Marla Gibbs como Joyce Ward[21]
- Nolan Gould como Chase Sams[22]
- Artemis Pebdani como Sharon Peters[11]
- Jesse Williams como Dr. Jackson Avery[23]
- Greg Germann como Dr. Tom Koracick[24]
- Jaina Lee Ortiz como Andrea "Andy" Herrera[25]
- Boris Kodjoe como Robert Sullivan[25]
- Carlos Miranda como Theo Ruiz[25]
- Johanna Curé como Natalia Asaki[17]
- Rick Kumazawa como Elliot Asaki[17]
- Danielle Savre como Maya Bishop
- Jessika Van como Marni Young[26]
- Kate Burton como Ellis Grey[27]
- LaTanya Richardson Jackson como Diane Pierce[27]
- Barrett Doss como Victoria Hughes

Notas
1. ↑  Scott Speedman apenas é creditado nos episódios que ele aparece

## Episódios
| N.º na série | N.º na temp. | Título                                | Dirigido por         | Escrito por                  | Exibição original       | Audiência (milhões) |
| --- | ------------ | ------------------------------------- | -------------------- | ---------------------------- | ----------------------- | ------------------- |
| 401 | 1            | "Everything Has Changed"              | Debbie Allen         | Krista Vernoff               | 6 de outubro de 2022    | 3.80                |
| Seis meses se passaram e muita coisa mudou em torno do Grey Sloan. Após a renúncia de Bailey, no final da 18ª temporada, Meredith assume o papel de Chefe de Cirurgia interina; sob seu mandato, ela reviveu o programa de residência, recrutando residentes cirúrgicos que não eram bons o suficiente para entrar em outros programas ou foram expulsos de seus anteriores. Os residentes são imediatamente postos à prova quando um acidente de ônibus causado por um tornado envia dezenas de pacientes para o hospital. Quando uma das vítimas sucumbe aos ferimentos, surge uma oportunidade para um transplante de três órgãos. Os residentes Simone Griffith, Lucas Adams e Benson Kwan aproveitam a chance de participar do procedimento. A rara cirurgia também leva Nick ao hospital, a quem Meredith não vê desde a separação. No entanto, ela o nomeia como a pessoa responsável pelo transplante enquanto ela lida com seus deveres como chefe. O transplante atinge um obstáculo quando Lucas acidentalmente informa a mãe errada sobre a doação de órgãos, forçando Simone, Benson e ele a lutar pela permissão da mãe correta. Em outro lugar, Levi se esforça para dizer a Jo que ele não quer trabalhar no departamento de obstetrícia/ginecologia. Link percebe que ele dormiu com uma das residentes, Jules Millin. Amelia tem um começo difícil com a quinta residente, Mika Yasuda. Após a cirurgia de transplante bem-sucedida, Meredith oferece a Nick uma posição em tempo integral como Diretor de Residência antes de receber Owen e Teddy de volta, que tiveram todas as suas acusações criminais retiradas. |              |                                       |                      |                              |                         |                     |
| 402 | 2            | "Wasn't Expecting That"               | Pete Chatmon         | Meg Marinis                  | 13 de outubro de 2022   | 3.27                |
| Todas as mãos estão em Chase, um estudante universitário que apresenta uma série de sintomas misteriosos, incluindo uma erupção cutânea no corpo inteiro, dificuldade para respirar e sangramento por todos os orifícios. Enquanto todos os internos são colocados no caso para determinar a origem dos sintomas de Chase, Jules e Simone conseguem identificar o diagnóstico antes que seja tarde demais. Enquanto isso, Mika é colocada a serviço de Teddy e Owen, mas passa o tempo todo observando-os discutir sobre a necessidade de Owen ser supervisionado por um médico. Meredith e Nick andam na ponta dos pés enquanto Meredith fica cada vez mais irritada com todas as mudanças que Nick está fazendo como o novo Diretor de Residência. Maggie e Winston também estão em conflito um com o outro durante o dia, já que o perfeccionismo de Maggie está atrapalhando a capacidade de Winston de fazer seu trabalho por conta própria. Fora do hospital, Bailey e Jo conversam com suas filhas no parque, e Schmitt visita Helm em seu novo emprego como bartender no Joe's. |              |                                       |                      |                              |                         |                     |
| 403 | 3            | "Let's Talk About Sex"                | Kevin McKidd         | Michelle Lirtzman            | 20 de outubro de 2022   | 3.58                |
| Os internos têm a responsabilidade de dar uma aula de educação sexual para um grupo de alunos do ensino médio quando Addison chega no hospital para lidar com tudo sobre sexo e obstetrícia e ginecologia. Enquanto a maioria dos alunos está inicialmente longe de se interessar até que os médicos comecem a dar dicas sobre como fazer um ótimo sexo, uma jovem percebe que está grávida e não quer ficar com o bebê, o que levou Schmitt e Addison a ajudá-la a receber um aborto médico. Outra aluna também é internada no hospital depois de se ajoelhar de dor durante a aula e descobrir que tem uma torção ovariana, que Bailey, Jo e Addison operaram com sucesso. Em outro lugar, Nick passa o dia com Zola, que está no hospital devido a frequentes ataques de pânico na escola. Kai, vindo de Minnesota, percebe a habilidade natural de Zola de se sair extremamente bem em testes cognitivos, o que Nick sugere a Meredith pode ser a razão pela qual Zola está tendo dificuldades na escola. |              |                                       |                      |                              |                         |                     |
| 404 | 4            | "Haunted"                             | Amyn Kaderali        | Jamie Denbo                  | 27 de outubro de 2022   | 3.48                |
| É Halloween, e Nick e Meredith têm algo especial planejado: treinamento de trauma para os internos usando cadáveres de tecido fresco. Enquanto Owen e Winston supervisionam a sessão de treinamento, segredos profundos sobre cada interno vêm à tona, incluindo que a família de Jules tem um histórico de desentendimentos com a lei, que Benson nunca cresceu com um pai e que um vídeo da reação violenta de Simone por ter sido demitida de seu hospital anterior devido à discriminação racial agora está sendo compartilhada por toda a internet. No pronto-socorro, Maggie trata de dois adolescentes que sofreram ferimentos graves após tomar LSD e tentar voar do telhado de uma casa. Teddy e Link trabalham juntos em um paciente, e depois que Link revela que está apaixonado por Jo, Teddy aconselha que Link não ultrapasse esse limite devido à experiência negativa de Teddy ao se casar com seu melhor amigo. Winston revela a Maggie que está pensando em mudar de especialidade, já que está achando difícil trabalhar com ela, enquanto Richard confronta Schmitt sobre trabalhar demais. Fora do hospital, Nick e Meredith têm um encontro noturno em um hotel, mas são interrompidos quando Zola tem outro ataque de pânico em uma festa do pijama. |              |                                       |                      |                              |                         |                     |
| 405 | 5            | "When I Get to the Border"            | Jesse Williams       | Julie Wong                   | 3 de novembro de 2022   | 3.13                |
| Meredith e Zola chegam a Boston na última etapa de sua excursão escolar particular. Embora Zola tenha medo de desenraizar da família de Seattle, ela visita uma escola para crianças superdotadas enquanto Meredith se encontra com Jackson para discutir seu crescente desejo de curar o mal de Alzheimer. Jackson garante a Meredith que há recursos ilimitados para ela, caso ela decida se mudar e trabalhar no hospital de Jackson. No final do dia, Zola revela que adorou a escola, o que solidifica a decisão de Meredith de se mudar. Também em Boston, Tom fala com Catherine sobre seu câncer, que não está mais em remissão, pois o tumor voltou a crescer. Em outro lugar, Addison e Bailey vão para Pullman, Washington para serem voluntárias em uma clínica de planejamento familiar. No caminho, eles pegam Susan, uma mulher grávida cuja gravidez ectópica rompe logo depois. Devido ao tráfego intenso, Addison e Bailey não conseguem levar Susan ao hospital, e ela acaba sangrando na beira da estrada. De volta a Seattle, os internos continuam acreditando que Lucas está dormindo com Amelia, especialmente depois de verem Lucas levando Scout para a creche. Querendo acelerar sua carreira cirúrgica, Benson oferece favores sexuais a Amelia, levando-a a descobrir o boato sobre ela e Lucas. Amelia exige que Lucas conte aos outros internos sobre a verdadeira natureza de seu relacionamento e, embora Lucas implore que ela deixe para lá porque não quer ser acusado de nepotismo, Amelia dá a ele três dias para dizer a verdade.                                                                 |              |                                       |                      |                              |                         |                     |
| 406 | 6            | "Thunderstruck"                       | Michael Watkins      | Jase Miles-Perez             | 10 de novembro de 2022  | 3.72                |
| Uma tempestade atinge Seattle, enviando vários pacientes para o Grey Sloan, incluindo Jonathan, um repórter de TV cujo helicóptero foi atingido por um raio. Depois de assistir Teddy salvar a vida de Jonathan, Owen sugere que ela se candidate ao cargo de Chefe de Cirurgia, agora que Meredith está saindo. Enquanto isso, o anúncio de Meredith sobre sua partida está abalando o hospital, especialmente os internos, que temem que seu programa não sobreviva sem ela. Nick garante a eles que não é esse o caso, embora não tenha tanta certeza sobre seu relacionamento com Meredith. Maggie e Winston também estão em terreno instável, pois Winston continua a treinar para outra especialidade, para desgosto de Maggie. Em outro lugar, Lucas e Simone se aproximam, culminando em um beijo, assim como Benson e Jules; e Jo, Bailey e Carina abrem uma nova clínica de saúde reprodutiva. No momento em que Meredith se prepara para encerrar sua vida em Seattle, ela recebe a notícia de que sua casa foi atingida por um raio e está pegando fogo. Esse episódio conclui um crossover com Station 19 que começou em "Everybody Says Don't". |              |                                       |                      |                              |                         |                     |
| 407 | 7            | "I'll Follow the Sun"                 | Debbie Allen         | Krista Vernoff               | 23 de fevereiro de 2023 | 3.60                |
| Meredith deixa o Grey Sloan e uma surpresa é preparada para ela, quando Nick a confronta sobre o relacionamento deles. Os internos iniciam uma competição para ver quem participará do inovador procedimento de transplante parcial de coração de Maggie e Winston. Richard faz uma pergunta importante a Teddy sobre ser a próxima chefe de cirurgia do hospital. Amelia, Maggie e Meredith deixam as chaves da casa para Lucas, Simone e Mika. |              |                                       |                      |                              |                         |                     |
| 408 | 8            | "All Star"                            | Allison Liddi-Brown  | Briana Belser                | 2 de março de 2023      | 3.08                |
| Teddy negocia com Richard as suas condições para assumir a chefia do Grey Sloan. Enquanto isso, Maggie e Winston não se falam, e Link se apoia em Jo para obter apoio emocional enquanto se prepara para uma cirurgia em um atleta conhecido. Simone e Lucas são surpreendidos por um visitante improvável, o namorado de Simone. Richard não cede às exigências de Teddy, então Bailey manda Amelia para também se candidatar ao cargo, com condições maiores que as pedidas por Teddy. Richard não vê escolha além de aceitar os pedidos de Teddy e torná-la a nova chefe. |              |                                       |                      |                              |                         |                     |
| 409 | 9            | "Love Don't Cost a Thing"             | Kevin McKidd         | Jess Righthand               | 9 de março de 2023      | 3.18                |
| Após o retorno de Trey, o ex-namorado de Simone, ele a pede em casamento e ela aceita. Kwan segue Maggie em um procedimento arriscado, enquanto Jo e Link cuidam de uma mulher grávida. Lucas e Mika dão uma festa na casa. |              |                                       |                      |                              |                         |                     |
| 410 | 10           | "Sisters Are Doin' It for Themselves" | Linda Klein          | Tameson Duffy                | 16 de março de 2023     | 3.46                |
| Catherine retorna ao Grey Sloan para um caso cirúrgico que deixa Lucas e Kwan enjoados em que Kwan desmaia na sala de cirurgia. Amelia trata uma paciente com um tumor que pode ser um possível câncer cuja família a apoia um pouco demais. Owen revê seu futuro profissional, para grande surpresa de Teddy. |              |                                       |                      |                              |                         |                     |
| 411 | 11           | "Training Day"                        | Kim Raver            | Meg Marinis & Julie Wong     | 23 de março de 2023     | 3.36                |
| Addison retorna ao Grey Sloan para ajudar Bailey, Jo e Carina a treinar uma classe de obstetras/ginecologistas de fora do estado. O treinamento é em saúde feminina, especificamente cuidados com o aborto, que foi proibido em seus estados de origem. O trabalho de Addison em Illinois a levou a ser doxada, causando grande tensão mental, e sua presença aumenta os protestos habituais do lado de fora. Benson é atingido por um tijolo atirado por uma janela. Bailey dá uma palestra estimulante para reunir a equipe para fazer o parto de um bebê juntos. Teddy se prepara para lidar com a crise e o excesso de pacientes da clínica com a ajuda de Richard. Enquanto isso, Nick ensina um Lucas inseguro enquanto ele continua estragando tudo na frente de Maggie, cujo transplante de pulmão único descarrilou quando o namorado / doador sofreu ferimentos torácicos em um acidente de carro. Winston realiza um procedimento complexo para preservar o pulmão do paciente, impressionando Owen. Simone muda a data do casamento. Os manifestantes são dispersados, mas os seguranças pedem para todos saírem pelos fundos da clínica. Enquanto estão andando, um carro atinge Addison e Tia, uma residente grávida que estava no treinamento. |              |                                       |                      |                              |                         |                     |
| 412 | 12           | "Pick Yourself Up"                    | Kevin McKidd         | Scott D. Brown               | 30 de março de 2023     | 3.70                |
| Addison e Tia acabam de ser atropeladas por um carro dirigido por um manifestante antiaborto. Imediatamente após estes acontecimentos chocantes na clínica, o hospital inicia um lockdown, com ninguém mais podendo entrar ou sair enquanto a segurança não fosse reestabelecida, no entanto Teddy abre uma exceção e permite que Ben e Maya entrem e verifiquem seus cônjuges. Addison tem o ombro deslocado e apenas pede que Link o coloque de volta no lugar para que ela possa ajudar no parto de emergência de Tia. Enquanto isso, Maggie se vê em uma situação complicada com Winston, e a colega de quarto de Jules faz uma aparição surpresa. |              |                                       |                      |                              |                         |                     |
| 413 | 13           | "Cowgirls Don't Cry"                  | Chandra Wilson       | Mark Driscoll                | 6 de abril de 2023      | 3.31                |
| Uma cavaleira de rodeio aparece no Grey Sloan com ferimentos graves, forçando Maggie, Amelia, Owen e Kwan a encontrar uma solução para salvá-la. Enquanto isso, Simone luta para encontrar uma madrinha e Mika toma medidas drásticas para saldar sua dívida estudantil. Maggie e Winston iniciam uma terapia de casal para salvar o casamento, mas obtêm pouco avanço. Dados de Bailey são vazados e vários cartazes com sua foto com uma legenda de "Assassina de bebês" são espalhados pelo estacionamento do hospital. |              |                                       |                      |                              |                         |                     |
| 414 | 14           | "Shadow of Your Love"                 | Allison Liddi-Brown  | Beto Skubs                   | 13 de abril de 2023     | 3.15                |
| Maggie, em seu último dia no hospital, discute seu futuro com Winston antes de ir para Chicago. O relacionamento de Amelia e Kai é testado depois que Kai fala que irá para Londres. Ben se preocupa com Bailey, que vem recebendo diversas ligações de números desconhecidos e até uma ameaça quando ela recebe uma foto do Tuck saindo da escola. |              |                                       |                      |                              |                         |                     |
| 415 | 15           | "Mama Who Bore Me"                    | Linda Klein          | Alyssa Margarite Jacobson    | 13 de abril de 2023     | 3.15                |
| Um jovem paciente de Webber, por estar no hospital, precisa cancelar seu Bar Mitzvá, no entanto, com a ajuda de Levi ele comemora seu marco no próprio hospital. Jo processa um diagnóstico difícil de Luna, que pode ser surda. Maggie e Winston decidem seu futuro, com Maggie pedindo para que ele vá com ela para Chicago, mas com ele decidindo ficar no Grey Sloan em Seattle. |              |                                       |                      |                              |                         |                     |
| 416 | 16           | "Gunpowder and Lead"                  | Morenike Joela Evans | Michelle Lirtzman            | 20 de abril de 2023     | 3.35                |
| Amelia desconta os seus problemas pessoais nos colegas de trabalho, como atribuindo culpa a Winston pela partida de Maggie e gritando muito com Yasuda após um pequeno descuido em uma cirurgia. Bailey e Addison enfrentam ameaças pessoais crescentes de manifestantes antiaborto. Lucas e Jules tomam uma decisão arriscada com um paciente, e Mika tenta lidar com seu esgotamento. Como forma de ajudar a clínica, Cristina Yang manda suprimentos junto com uma carta sua. Como uma forma de acabar com as ligações indesejadas que Baiçey vem recebendo, Addison propõe para que todos liguem para os números e contem quem é a Dra. Miranda Bailey e qual é o serviço prestado pela clínica, que vai muito além de abortos. Helm vai ao hospital para apontar a falha do sistema que obriga os residentes a terem que buscar outras rendas para sustento e pagamento de dívidas escolares. |              |                                       |                      |                              |                         |                     |
| 417 | 17           | "Come Fly With Me"                    | Amyn Kaderali        | Kingsley Ume                 | 4 de maio de 2023       | 3.10                |
| Teddy convoca uma reunião de emergência para discutir o programa de residência. Link luta com suas próprias dúvidas enquanto se prepara para uma grande cirurgia em um veterano. Nick compartilha algumas orientações muito necessárias com Lucas, envolvendo o TDAH. Yasuda fica sabendo da reunião promovida pela chefe Altman e acha que vai ser demitida, então ela pede demissão primeiro, mas Teddy a informa que a reunião foi para discutir as questões dos residentes e que foi criado um programa de subsídio para os internos que necessitam e que ela seria a primeira beneficiada. |              |                                       |                      |                              |                         |                     |
| 418 | 18           | "Ready to Run"                        | Allison Liddi-Brown  | Julie Wong                   | 11 de maio de 2023      | 2.99                |
| Richard e Teddy fazem um anúncio emocionante: os indicados ao Prêmio Catherine Fox, que incluem Nick, Maggie e Winston. Jules e Kwan cuidam de Maxine enquanto Lucas ajuda um artista a decidir sobre um procedimento arriscado. Jo e Mika cuidam de Sam enquanto Simone enfrenta uma decisão que mudará sua vida. |              |                                       |                      |                              |                         |                     |
| 419 | 19           | "Wedding Bell Blues"                  | Kevin McKidd         | Krista Vernoff & Meg Marinis | 18 de maio de 2023      | 3.02                |
| Teddy anuncia a Winston que ele foi nomeado chefe do departamento de cardiologia. É o dia do casamento de Simone e ela vai primeiro ao hospital falar com Lucas. Ele promete a Simone cuidar de Tobey Barrett, sua paciente, que deve passar hoje pela mastectomia. Yasuda convidou Helm para a acompanhar na cerimônia. Link fica com ciúmes ao ver Jo flertando com Sam Sutton. Kwan, que deveria ir para o casamento de Simone, cuida de uma mãe hispânica e de seu filho doente. Nick, Bailey, Winston, Amelia, Richard e Catherine compartilham o mesmo jato particular para ir à cerimônia do Prêmio Catherine Fox em Boston. A viagem é agitada por conta das turbulências e das confissões que todos fazem em momentos de desespero. Simone reflete seu casamento após alguns sinais e, no caminho do altar, ela deixa a cerimônia e vai ao hospital atrás de Lucas. |              |                                       |                      |                              |                         |                     |
| 420 | 20           | "Happily Ever After"                  | Debbie Allen         | Meg Marinis                  | 18 de maio de 2023      | 3.02                |
| Simone e Lucas passaram a noite juntos. Jo continua monitorando de perto a convalescença de Sam, que pretende convidá-la para sair quando ele se recuperar. Nick, Bailey, Richard e Amelia encontram Meredith em seu laboratório em Boston. Ela diz a eles para questionarem tudo o que sabem sobre a doença de Alzheimer. Maxine tem um pulmão perfurado. Jules fica chocada ao vê-la entubada contra sua vontade. Ela está zangada com Benson por tomar esta decisão. Trey, ex-noivo de Simone, é hospitalizado com o braço quebrado após bater em uma árvore com o carro após ela fugir do seu casamento e ele ir atrás. Na cerimônia do Prêmio Catherine Fox, Meredith é anunciada como a apresentadora da premiação, deixando Bailey confusa, já que ela deveria ser a apresentadora. Acontece que na verdade a vencedora do prêmio é a própria Bailey por conta de seu trabalho sobre a saúde feminina. Enquanto se preparava para realizar a cirurgia de Sam, Teddy desmaia e cai na sala de cirurgia. |              |                                       |                      |                              |                         |                     |

## Produção

### Desenvolvimento
Krista Vernoff, que atua como showrunner e produtora executiva de Grey's Anatomy e do spin-off Station 19, assinou um contrato de dois anos com a ABC em 2021 para permanecer em ambas as séries, incluindo uma potencial décima nona temporada. O acordo também mantém a Trip the Light Productions, produtora de Vernoff, ligada à série. Em dezembro de 2021, foi relatado que as negociações para uma renovação haviam começado entre a estrela da série Ellen Pompeo e as produtoras ABC Signature e Shondaland, esta última administrada pela criadora da série Shonda Rhimes. Os executivos da rede da ABC estavam interessados em uma décima nona temporada devido ao seu status como o drama médico mais antigo do horário nobre, altos números de audiência e geração de lucro. A temporada foi oficialmente renovada em 10 de janeiro de 2022. Como parte da renovação, Pompeo recebeu uma promoção a produtora executiva, anteriormente sendo apenas coprodutora executiva. Betsy Beers, Debbie Allen, Meg Marinis e Mark Gordon também retornam como produtores executivos, enquanto Zoanne Clack permaneceu como consultora médica da série. Quando a ABC revelou sua programação de outono para a temporada de televisão de 2022-23, foi relatado que a temporada manteria seu horário anterior de quintas-feiras às 21h, horário do leste (ET). A estreia da temporada foi agendada para 6 de outubro de 2022.
No dia 25 de janeiro de 2023, foi anunciado que Krista Vernoff deixaria seu cargo de showrunner e produtora executiva de Grey's Anatomy e Station 19 na conclusão das temporadas 19 e 6, respectivamente. Sobre seus últimos anos na franquia, Vernoff declarou: "Foi o privilégio de uma vida inteira ser encarregada de dirigir Grey's Anatomy nos últimos seis anos e Station 19 nos últimos quatro." Shonda Rhimes, a criadora de showrrunner original de Grey's Anatomy, agradeceu a Vernoff pelo seu trabalho declarando que "a criatividade, a visão e a liderança dedicada de Krista permitiram que Grey's Anatomy e a Station 19 continuassem a florescer. Sou incrivelmente grata a ela por todo o seu trabalho duro. Ela sempre permanecerá parte da família Shondaland." Quanto ao futuro, Vernoff declarou que pode retornar ao drama médico - e ao spin-off - já que ela já teve um período afastada da produção: "A última vez que eu deixei Grey's Anatomy, eu fiquei fora por sete temporadas e o show ainda estava indo quando Shonda me chamou para dirigi-lo. Então eu não estou dizendo adeus porque isso seria muito agridoce. Estou dizendo: 'Até daqui a sete temporadas'".

### Casting
Kim Raver, Camilla Luddington, e Kevin McKidd assisaram, cada um, um contrato de três anos em julho de 2020, mantendo-os ligados à série até uma potencial décima nona temporada, retratando Dra. Teddy Altman, Dra. Jo Wilson e Dr. Owen Hunt, respectivamente. Quando a temporada foi anunciada, também foi relatado que Pompeo assinou um contrato de um ano para retornar como Dra. Meredith Grey. Chandra Wilson, que interpreta a Dra. Miranda Bailey e James Pickens Jr., que interpreta o Dr. Richard Webber, também assinaram contratos de vários anos para continuar na série. Caterina Scorsone confirmou em um tweet que ela retornaria para a temporada como Dra. Amelia Shepherd, afirmando que ela estava memorizando falas para o primeiro episódio. Em 3 de agosto de 2022, foi anunciado que Pompeo reduziria seu trabalho na série, aparecendo apenas em uma "capacidade limitada." Pompeo estrelará apenas oito dos 20-23 episódios, mas continuará narrando a maioria dos outros episódios da temporada. A redução no envolvimento na série vem da escalação de Pompeo em uma série do Hulu baseada em Natalia Grace e sua adoção por pais americanos, na qual ela também será produtora executiva. O papel é o primeiro novo personagem fictício de Pompeo desde sua escalação como Grey em 2005.
Em julho de 2022, cinco novos atores foram adicionados ao elenco principal para retratar novos residentes cirúrgicos. Alexis Floyd, que anteriormente estrelou Inventing Anna, outra série da Shondaland; foi a primeira das cinco a serem anunciadas, e deve interpretar Simone Griffin. O personagem "nunca quis trabalhar no Grey Sloan por causa de uma história pessoal dolorosa com o hospital". Niko Terho foi a adição seguinte a ser anunciada e interpretará Lucas Adams, um cirurgião que quer provar a si mesmo. Terho também estrelou Inventing Anna e atuou ao lado de Borelli em The Thing About Harry. Mika Yasuda, filha do meio acostumada a passar despercebida, será interpretada por Midori Francis. Adelaide Kane se juntou ao elenco como Jules Millin, que "não tem medo de quebrar as regras para salvar uma vida". Harry Shum Jr. foi o último de cinco a ser anunciado e deve retratar Daniel "Blue" Kwan. Kwan é supostamente "generoso por natureza, mas competitivo a uma falha." Quando um trailer promocional foi lançado em 6 de setembro de 2022, foi revelado que o sobrenome do personagem de Floyd foi alterado para Griffith e o primeiro nome do personagem de Shum foi alterado para Benson.
A ABC confirmou mais tarde que Kelly McCreary, Anthony Hill, Chris Carmack e Jake Borelli também retornariam ao elenco principal. Deste grupo, apenas o contrato de McCreary havia expirado, mas foi renovado. Scott Speedman, que se juntou como principal na temporada anterior com um contrato de um ano, foi rebaixado para o elenco recorrente, mas continuou a ser creditado como principal. Richard Flood é o único membro do elenco a não retornar depois de partir na segunda metade da décima oitava temporada. Em 7 de setembro de 2022, foi revelado que Kate Walsh reprisaria seu papel como Dra. Addison Montgomery em um papel recorrente. Em 17 de outubro de 2022, foi anunciado que Jesse Williams voltaria como diretor e ator convidado no quinto episódio.
Em 17 de março de 2023, foi relatado que Kelly McCreary, que se juntou à série na décima temporada como Dra. Maggie Pierce, partiria do elenco principal da série após o décimo quarto episódio da temporada, "Shadow of Your Love". Também foi anunciado que ela apareceria no episódio final da temporada, semelhante à situação de Pompeo.

## Recepção

### Audiência
| №  | Título                                | Exibição original       | Rating/share (18–49) | Audiência (em milhões) | DVR (18–49) | Audiência em DVR (milhões) | Total (18–49) | Audiência total (em milhões) | Ref(s) |
| -- | ------------------------------------- | ----------------------- | -------------------- | ---------------------- | ----------- | -------------------------- | ------------- | ---------------------------- | ------ |
| 1  | "Everything Has Changed"              | 6 de outubro de 2022    | 0.6                  | 3.80                   | 0.4         | 2.26                       | 1.0           | 6.06                         | [ 78 ] |
| 2  | "Wasn't Expecting That"               | 13 de outubro de 2022   | 0.5                  | 3.27                   | 0.4         | 1.86                       | 0.9           | 5.14                         | [ 79 ] |
| 3  | "Let's Talk About Sex"                | 20 de outubro de 2022   | 0.5                  | 3.59                   | 0.5         | 1.85                       | 0.9           | 5.44                         | [ 80 ] |
| 4  | "Haunted"                             | 27 de outubro de 2022   | 0.5                  | 3.48                   | 0.4         | 1.89                       | 0.9           | 5.37                         | [ 81 ] |
| 5  | "When I Get to the Border"            | 3 de novembro de 2022   | 0.4                  | 3.13                   | 0.5         | 1.98                       | 0.9           | 5.11                         | [ 82 ] |
| 6  | "Thunderstruck"                       | 10 de novembro de 2022  | 0.5                  | 3.72                   | 0.5         | 2.14                       | 1.0           | 5.86                         | [ 83 ] |
| 7  | "I'll Follow the Sun"                 | 23 de fevereiro de 2023 | 0.5                  | 3.60                   | —           | —                          | —             | —                            | —      |
| 8  | "All Star"                            | 2 de março de 2023      | 0.4                  | 3.08                   | —           | —                          | —             | —                            | —      |
| 9  | "Love Don't Cost a Thing"             | 9 de março de 2023      | 0.4                  | 3.18                   | —           | —                          | —             | —                            | —      |
| 10 | "Sisters Are Doin' It for Themselves" | 16 de março de 2023     | 0.4                  | 3.46                   | —           | —                          | —             | —                            | —      |
| 11 | "Training Day"                        | 23 de março de 2023     | 0.4                  | 3.36                   | —           | —                          | —             | —                            | —      |
| 12 | "Pick Yourself Up"                    | 30 de março de 2023     | 0.5                  | 3.70                   | —           | —                          | —             | —                            | —      |
| 13 | "Cowgirls Don't Cry"                  | 6 de abril de 2023      | 0.4                  | 3.31                   | —           | —                          | —             | —                            | —      |
| 14 | "Shadow of Your Love"                 | 13 de abril de 2023     | 0.4                  | 3.15                   | —           | —                          | —             | —                            | —      |
| 15 | "Mama Who Bore Me"                    | 13 de abril de 2023     | 0.4                  | 3.15                   | —           | —                          | —             | —                            | —      |
| 16 | "Gunpowder and Lead"                  | 20 de abril de 2023     | 0.4                  | 3.35                   | —           | —                          | —             | —                            | —      |
| 17 | "Come Fly With Me"                    | 4 de maio de 2023       | 0.4                  | 3.10                   | —           | —                          | —             | —                            | —      |
| 18 | "Ready to Run"                        | 11 de maio de 2023      | 0.4                  | 2.99                   | —           | —                          | —             | —                            | —      |
| 19 | "Wedding Bell Blues"                  | 18 de maio de 2023      | 0.4                  | 3.02                   | —           | —                          | —             | —                            | —      |
| 20 | "Happily Ever After"                  | 18 de maio de 2023      | 0.4                  | 3.02                   | —           | —                          | —             | —                            | —      |